# Liste der Biografien/Doh
Liste der Biografien |
Portal Biografien |
Personensuche
# |
A |
B |
C |
D |
E |
F |
G |
H |
I |
J |
K |
L |
M |
N |
O |
P |
Q |
R |
S |
T |
U |
V |
W |
X |
Y |
Z |
?
 
Da |
Db |
Dc |
Dd |
De |
Dg |
Dh |
Di |
Dj |
Dk |
Dl |
Dm |
Dn |
Do |
Dq |
Dr |
Ds |
Du |
Dv |
Dw |
Dy |
Dz
 
Doa |
Dob |
Doc |
Dod |
Doe |
Dof |
Dog |
Doh |
Doi |
Doj |
Dok |
Dol |
Dom |
Don |
Doo |
Dop |
Doq |
Dor |
Dos |
Dot |
Dou |
Dov |
Dow |
Dox |
Doy |
Doz
Die Liste der Biografien führt alle Personen auf, die in der deutschsprachigen Wikipedia einen Artikel haben. Dieses ist eine Teilliste mit 277 Einträgen von Personen, deren Namen mit den Buchstaben „Doh“ beginnt.

## Doh
- Doh, Félix († 2003), ivorischer Rebellenführer

### Doha
- Dohan, Edith Hall (1877–1943), US-amerikanische Klassische Archäologin
- Dohan, Meital (* 1979), israelische Schauspielerin und Sängerin
- Dōhana, Kazuki (* 1998), japanischer Fußballspieler
- Dohanetz, Ron (* 1980), deutscher Pop-Songwriter
- Dohanetz, Stefan, deutscher Rockmusiker
- Doharty, Emily (* 1985), deutsche Basketballspielerin

### Dohe
- Doheny, TJ (* 1986), irischer Boxer im Superbantamgewicht
- Doheny-Meister, Buchmaler
- Doherr, Annamarie (1909–1974), deutsche Journalistin
- Doherty, Berlie (* 1943), britische Kinder- und Jugendbuchautorin
- Doherty, Catherine (1896–1985), kanadische katholische Sozialarbeiterin und Gründerin des Madonna House Apostolate
- Doherty, Charles Joseph (1855–1931), kanadischer Politiker, Abgeordneter und Minister
- Doherty, David, nordirischer Badmintonspieler
- Doherty, Denny (1940–2007), kanadischer SängerDenny Doherty (1940–2007)

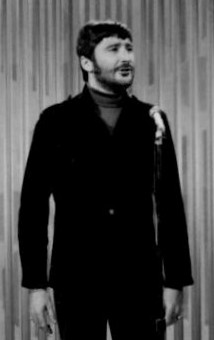
Denny Doherty (1940–2007)

- Doherty, Earl (* 1941), kanadischer Historiker und Sprachwissenschaftler
- Doherty, Edward (1890–1975), US-amerikanischer Drehbuchautor und Priester
- Doherty, Erin (* 1992), britische SchauspielerinErin Doherty (* 1992)

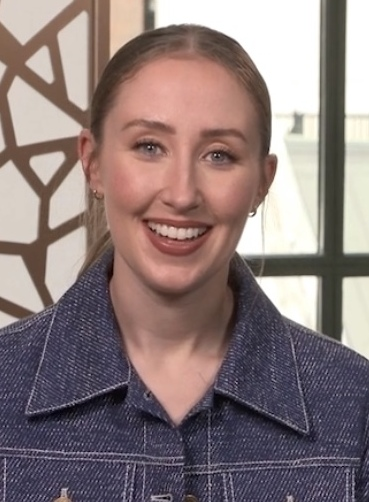
Erin Doherty (* 1992)

- Doherty, Jim (* 1939), irischer Jazzmusiker (Piano, Komposition)
- Doherty, Joe (* 1955), nordirisches IRA-Mitglied
- Doherty, John (1935–2007), englischer Fußballspieler
- Doherty, Kate (* 1997), irische Sprinterin
- Doherty, Kathleen A. (* 1963), US-amerikanische Diplomatin
- Doherty, Ken (1905–1996), US-amerikanischer Zehnkämpfer, Leichtathletiktrainer und Lehrbuchautor
- Doherty, Ken (* 1969), irischer Snookerspieler
- Doherty, Kevin (* 1958), kanadischer Judoka
- Doherty, Kieran (1955–1981), nordirischer Widerstandskämpfer und Hungerstreikender
- Doherty, Laurence (1875–1919), englischer Tennisspieler
- Doherty, Martin (* 1982), schottischer Musiker, Sänger und Plattenproduzent
- Doherty, Matt (* 1992), irischer Fußballspieler
- Doherty, Patrick J., US-amerikanischer Offizier, Generalmajor der US Air Force
- Doherty, Paul (* 1946), englischer Schriftsteller und Lehrer
- Doherty, Pearse (* 1977), irischer Politiker
- Doherty, Peter (1913–1990), nordirischer Fußballspieler und -trainer
- Doherty, Peter (* 1940), australischer Immunologe und Nobelpreisträger für Medizin
- Doherty, Peter (* 1979), britischer Rockmusiker
- Doherty, Regina (* 1971), irische Politikerin
- Doherty, Reginald (1872–1910), englischer Tennisspieler
- Doherty, Robert J. (1924–2019), US-amerikanischer Fotograf, Bildwissenschaftler und Museumsdirektor
- Doherty, Ryan (* 1984), US-amerikanischer Beachvolleyballspieler und ehemaliger Baseballspieler
- Doherty, Seán (1928–1985), irischer Politiker (Fianna Fáil)
- Doherty, Seán (1944–2005), irischer Politiker (Fianna Fáil)
- Doherty, Sean (* 1995), US-amerikanischer Biathlet
- Doherty, Shannen (1971–2024), US-amerikanische SchauspielerinShannen Doherty (1971–2024)

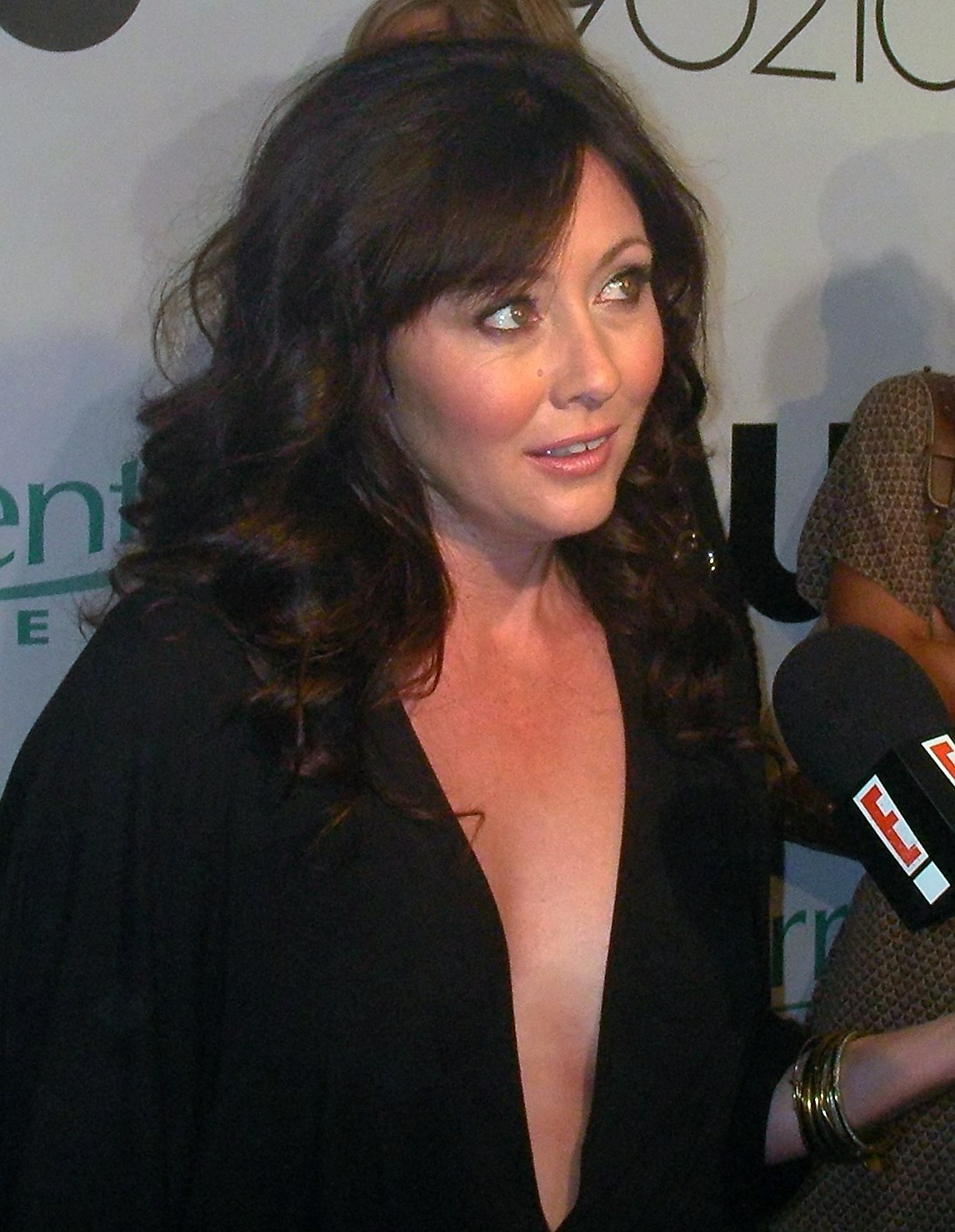
Shannen Doherty (1971–2024)

- Doherty, Thomas (* 1995), schottischer Schauspieler
- Doherty, Timothy Lawrence (* 1950), US-amerikanischer Geistlicher, römisch-katholischer Bischof von Lafayette in Indiana
- Doherty, Willie (* 1959), nordirischer Foto- und Videokünstler

### Dohi
- Dohi, Keizō (1866–1931), japanischer Dermatologe und Venerologe
- Dohi, Kōdai (* 2001), japanischer Fußballspieler

### Dohl
- Döhl, Frédéric (* 1978), deutscher Musikwissenschaftler und Jurist
- Döhl, Friedhelm (1936–2018), deutscher Musikwissenschaftler, Professor für Komposition
- Döhl, Hartmut (1941–2021), deutscher Klassischer Archäologe
- Döhl, Reinhard (1934–2004), deutscher Literatur- und Medienwissenschaftler, Autor und Künstler
- Döhla, Dieter (* 1944), deutscher Jurist und ehemaliger Oberbürgermeister der Stadt Hof (1988 bis 2006)
- Döhla, Eva (* 1972), deutsche Kommunalpolitikerin und designierte Oberbürgermeisterin von Hof (Saale)Eva Döhla (* 1972)

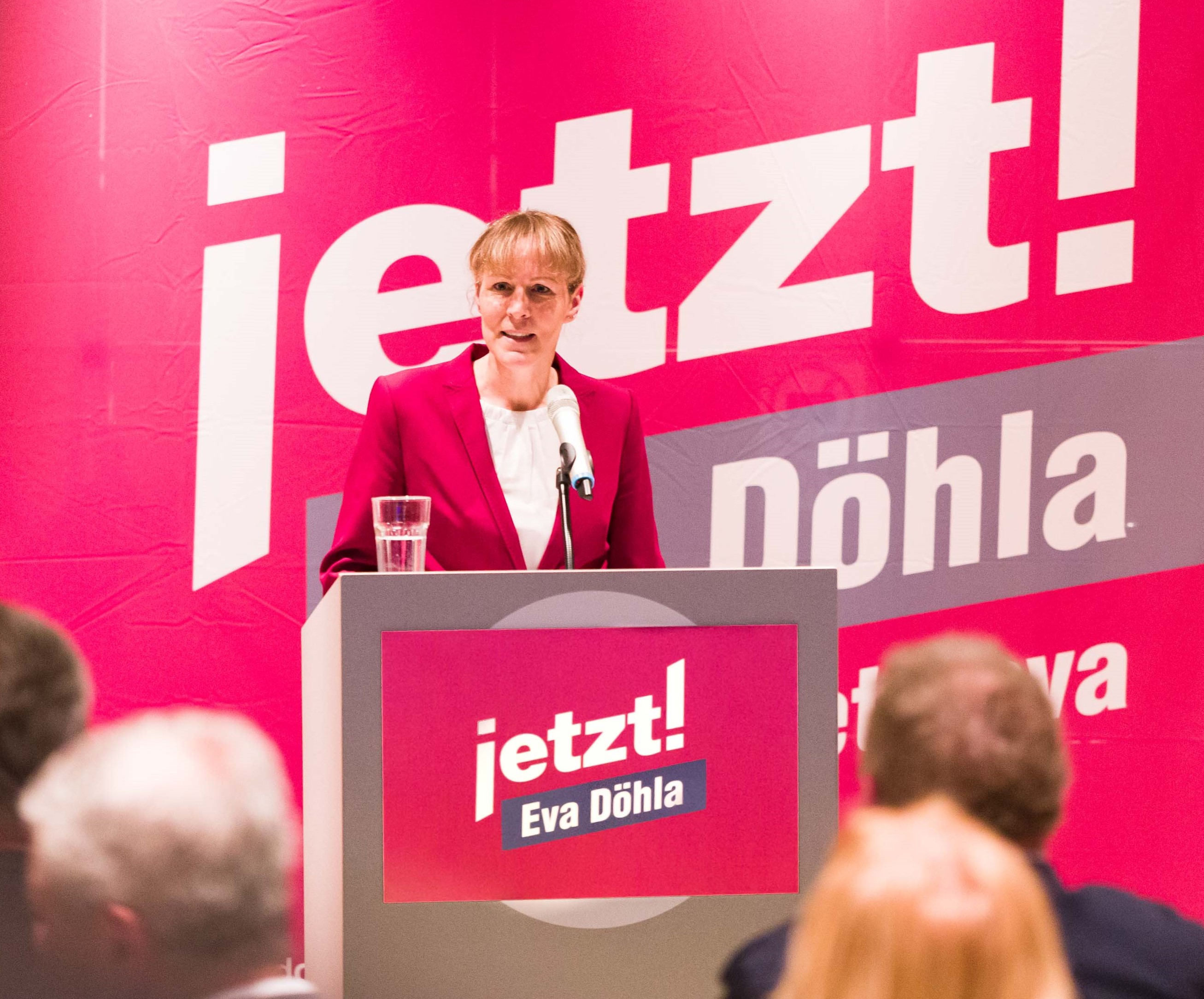
Eva Döhla (* 1972)

- Döhlau, Margarethe von († 1569), Äbtissin
- Döhle, Julius (1855–1913), Abgeordneter des Provinziallandtages der Provinz Hessen-Nassau
- Dohle, Markus (* 1968), deutscher Verlagsmanager
- Döhle, Paul (1855–1928), deutscher Pathologe
- Döhle, Walter (1884–1945), deutscher Diplomat
- Dohle, Wolfgang (* 1936), deutscher Zoologe und Evolutionsbiologe
- Döhler, Andreas (* 1974), deutscher SchauspielerAndreas Döhler (* 1974)

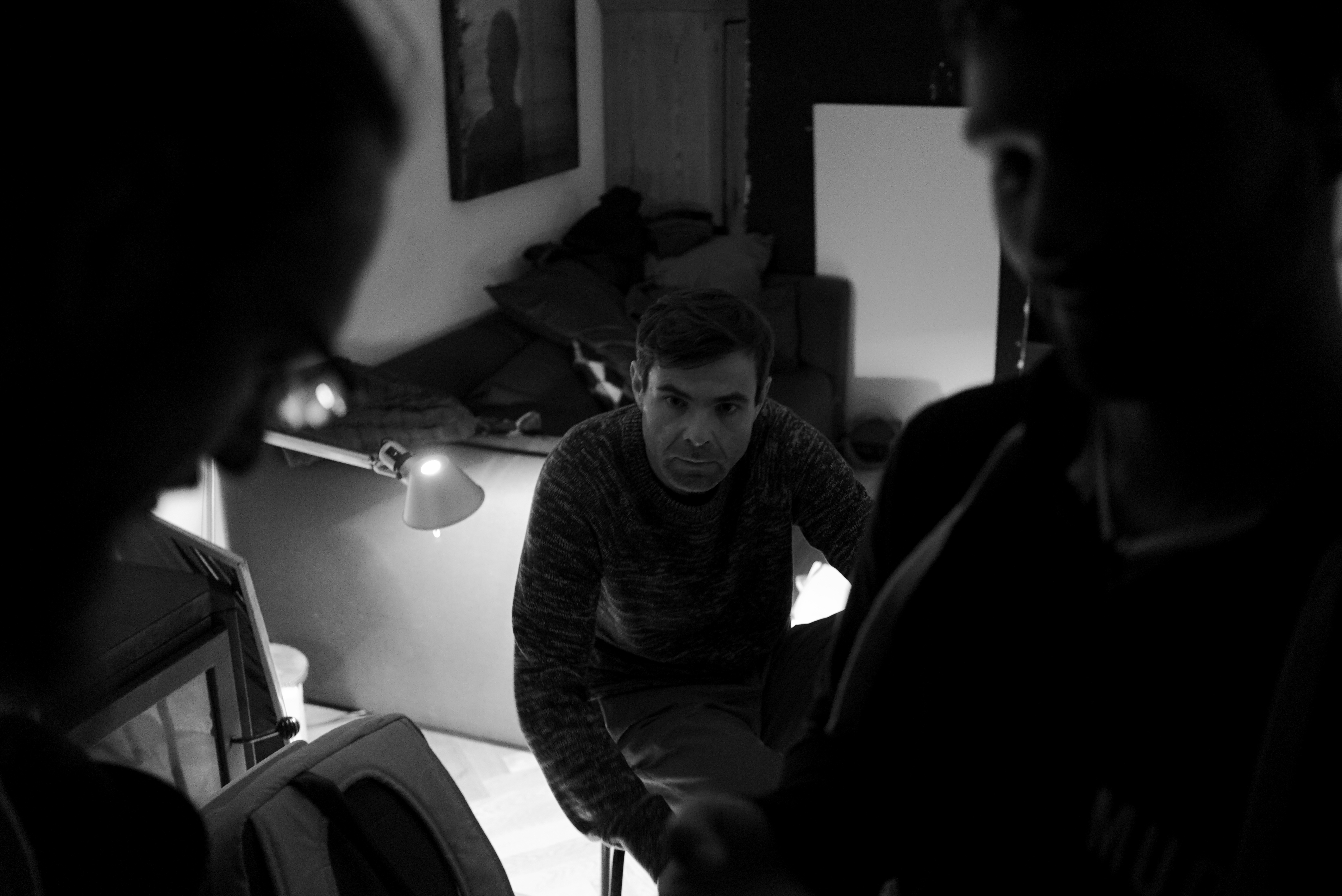
Andreas Döhler (* 1974)

- Döhler, Christian Louis (* 1854), deutscher Politiker (NLP) und Unternehmer
- Dohler, Christine (* 1981), deutsche Schriftstellerin
- Dohler, Don (1946–2006), US-amerikanischer Regisseur
- Döhler, Emil (1859–1927), deutscher Lehrer und Schulleiter
- Döhler, Frank (* 1959), deutscher Fußballspieler
- Döhler, Friedhelm (1908–1968), deutscher Hornist und Hochschullehrer
- Döhler, Gottfried (* 1938), deutscher Physiker
- Döhler, Janfried (1936–2024), deutscher Politiker (SED)
- Döhler, Johann Georg (1642–1710), deutscher Jurist
- Döhler, Johann Georg (1667–1749), deutscher Jurist
- Döhler, Johannes (1878–1915), deutscher evangelischer Pfarrer
- Döhler, Johannes (* 1926), deutscher LPG-Vorsitzender und SED-Funktionär
- Döhler, Karl (* 1956), deutscher Politiker (CSU), MdL
- Döhler, Marian (* 1957), deutscher Politikwissenschaftler
- Döhler, Rüdiger (1948–2022), deutscher Orthopäde, Chirurg und Studentenhistoriker
- Dohler, Stefan (* 1966), deutscher Manager, Vorstandsvorsitzender der EWE AG
- Döhler, Theodor (1814–1856), deutscher Pianist und Komponist
- Döhler, Udo (* 1968), deutscher Eishockeyspieler
- Döhler, Werner (1929–2020), deutscher Wirtschaftsingenieur und Hochschullehrer
- Döhler, Willi (1905–1973), deutscher Maler, Zeichner und Holzschneider
- Dohles, Monika, deutsche Fußballtorhüterin
- Dohlhoff, Eduard (1799–1852), deutscher Arzt und Medizinalrat
- Dohlhoff, Georg Philipp (1734–1794), Bürgermeister der Pfälzer Kolonie Magdeburgs
- Dohlmann, Augusta (1847–1914), dänische Malerin
- Dohlsten, Martin (* 1986), schwedischer Fußballspieler
- Dohlus, Ernst (* 1947), deutscher Journalist und Medienmanager
- Dohlus, Horst (1925–2007), deutscher Politiker (SED), MdVHorst Dohlus (1925–2007)

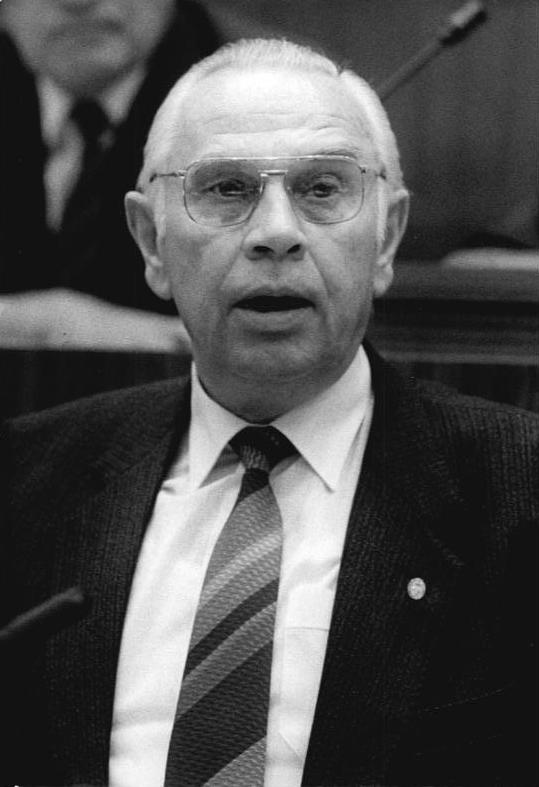
Horst Dohlus (1925–2007)

### Dohm
- Dohm, Alfred (1922–1982), saarländischer Politiker (SPS/CDU) und Journalist
- Dohm, Bernhard (1905–1986), deutscher KPD- und SED-Funktionär, und Direktor des IML
- Dohm, Christian Konrad Wilhelm von (1751–1820), deutscher Politiker und Schriftsteller
- Dohm, Ernst (1819–1883), deutscher Redakteur, Schriftsteller und Übersetzer
- Dohm, Gaby (* 1943), deutsch-österreichische SchauspielerinGaby Dohm (* 1943)

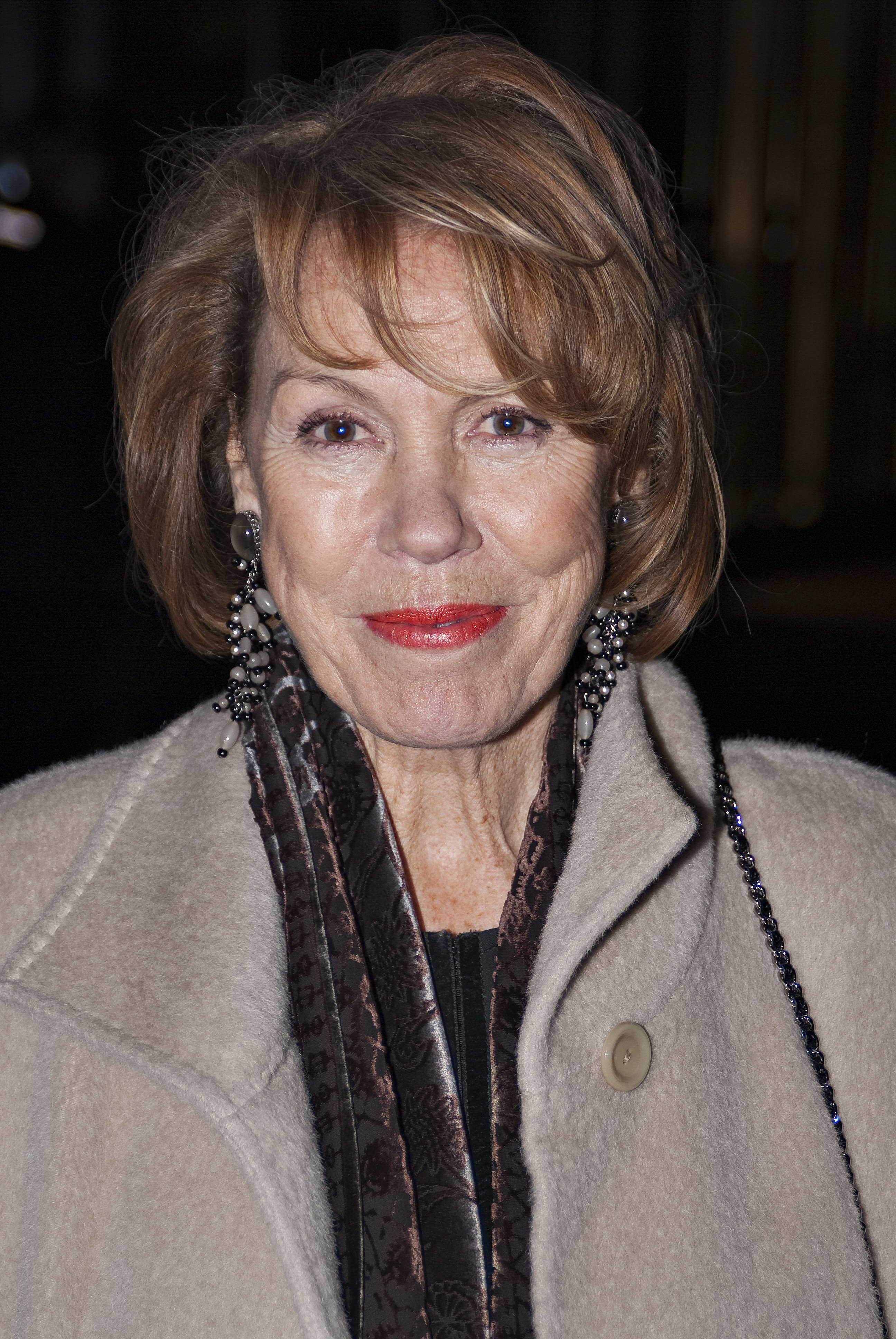
Gaby Dohm (* 1943)

- Dohm, Hedwig (1831–1919), deutsche Schriftstellerin und Frauenrechtlerin
- Dohm, Horst (1930–1998), deutscher Politiker (CDU), Bezirksbürgermeister von Berlin-Wilmersdorf
- Dohm, Lea (* 1982), deutsche Psychologin, Psychotherapeutin, Autorin und Aktivistin
- Dohm, Volker (* 1943), deutscher Physiker
- Dohm, Will (1897–1948), deutscher Schauspieler
- Dohmann, Carl (* 1990), deutscher Geher
- Döhmann, Frank (* 1956), deutscher Filmproduzent und Filmschaffender
- Dohmann, Friedhelm (1931–1970), deutscher Politiker (SPD), MdB
- Dohmann, Herbert (1922–2016), deutscher Autor der plattdeutschen Sprache
- Dohmann, Max (* 1939), deutscher Ingenieurwissenschaftler
- Dohme, Carl Friedrich August (1829–1904), deutscher Politiker, Abgeordneter des Provinziallandtages der Provinz Hessen-Nassau
- Dohme, Jürgen (* 1937), deutscher Filmproduzent
- Dohme, Robert (1817–1896), deutsch-preußischer Hofbeamter und Direktor des Hohenzollernmuseum
- Dohme, Robert (1845–1893), deutscher Kunsthistoriker, Bibliothekar und Museumsleiter
- Dohme, Willi (1905–1978), deutscher Ruderer
- Döhme, Zoltán (1864–1935), ungarischer Opernsänger (Bariton/Tenor) und Gesangspädagoge
- Dohmen, Albert (* 1956), deutscher Opernsänger (Bassbariton)
- Dohmen, Andreas (* 1962), deutscher Komponist
- Dohmen, Arnold (1906–1980), deutscher Internist und Bakteriologe, der im KZ Sachsenhausen an Hepatitisexperimenten beteiligt war
- Dohmen, Bejo (* 1984), deutscher Schauspieler
- Dohmen, Caspar (* 1967), deutscher Wirtschaftsjournalist
- Dohmen, Christoph (* 1957), deutscher römisch-katholischer Theologe und Alttestamentler
- Dohmen, Günther (1926–2022), deutscher Erziehungswissenschaftler
- Dohmen, Heinz (* 1934), deutscher Architekt und Dombaumeister
- Döhmen, Hiltrud (* 1957), deutsche Ruderin
- Dohmen, John-John (* 1988), belgischer Hockeyspieler
- Dohmen, Karl (1874–1955), deutscher Postbeamter
- Dohmen, Marianne (1937–2009), deutsche Politikerin (SPD), MdL
- Dohmen, Mathias (* 1952), niederländischer Radrennfahrer
- Dohmen, Matthias (* 1947), deutscher Journalist und Historiker
- Dohmen, Max (* 1988), deutscher Basketballspieler
- Dohmen, René (* 1966), deutscher Filmmusik-Komponist und Musikproduzent
- Dohmen, Rolf (* 1952), deutscher Fußballspieler, -trainer und -funktionär
- Dohmen, Walter (* 1941), deutscher Autor
- Dohmes, Johannes (* 1940), deutscher Diplomat
- Dohmgoergen, Carl Julius (1895–1945), deutscher nationalsozialistischer Funktionär
- Dohms, Peter (1941–2019), deutscher Historiker und Archivar
- Dohmsen, Lorenz († 1711), deutscher Baumeister und der Leiter des Bauhofs in Hamburg

### Dohn
- Döhn, Axel († 1909), deutscher Verwaltungsbeamter
- Döhn, Gottfried (* 1951), deutscher Ruderer
- Dohna, Abraham II. von (1561–1613), schlesischer Adliger und Staatsmann
- Dohna, Abraham von (1579–1631), brandenburgischer Staatsmann und Oberst
- Dohna, Adalbert zu (1816–1889), preußischer Generalmajor und Kommandeur der 26. Infanterie-Brigade
- Dohna, Christian Albrecht von (1621–1677), kurbrandenburgischer General
- Dohna, Christoph Delphicus von (1628–1668), schwedischer Feldmarschall und Diplomat
- Dohna, Christoph von († 1560), Oberlausitzer Adliger
- Dohna, Christoph von (1539–1584), preußischer Burggraf, dänischer Militär, Politiker und Diplomat
- Dohna, Christoph von (1583–1637), deutscher Politiker und Gelehrter
- Dohna, Dietrich von (1650–1686), kurbrandenburgischer Obrist
- Dohna, Fabian I. von (1550–1621), deutscher Söldnerführer und Diplomat
- Dohna, Friedrich Christoph von (1664–1727), kurbrandenburgischer als auch schwedischer Diplomat und Generalleutnant
- Dohna, Friedrich von (1621–1688), niederländischer Offizier, Gouverneur von Orange
- Dohna, Jesko zu (* 1961), deutscher Historiker und Archivar
- Dohna, Karl Hannibal von (1588–1633), Landvogt der Oberlausitz
- Dohna, Lothar zu (1924–2021), deutscher Historiker
- Dohna, Theobald zu (1811–1875), preußischer Generalmajor
- Dohna-Carwinden, Friedrich Ludwig zu (1697–1749), preußischer Generalfeldmarschall
- Dohna-Finckenstein, Hermann zu (1894–1942), deutscher Politiker
- Dohna-Finckenstein, Rodrigo zu (1815–1900), deutscher Großgrundbesitzer, MdR
- Dohna-Kotzenau, Hermann zu (1809–1872), deutscher Gutsbesitzer und Politiker (NLP), MdR
- Dohna-Lauck, Adalbert zu (1849–1912), deutscher Verwaltungs- und Hofbeamter
- Dohna-Lauck, August von (1728–1796), preußischer Generalmajor, Chef des Infanterieregiments Nr. 44
- Dohna-Lauck, Carl Friedrich zu (1799–1873), preußischer Standesherr und Mitglied des preußischen Herrenhauses
- Dohna-Lauck, Christiane Eleonore zu (1723–1786), deutsche Dichterin geistlicher Lieder, Adlige und Äbtissin des Klosters Drübeck
- Dohna-Lauck, Christoph Friedrich zu (1652–1734), Erbfähnrich von Preußen
- Dohna-Lauck, Feodor zu (1877–1945), deutscher Diplomat
- Dohna-Lauck, Friedrich Ludwig zu (1873–1924), deutscher Fideikommissherr, Hofbeamter und Parlamentarier
- Dohna-Lauck, Ludwig Wilhelm zu (1805–1895), preußischer Beamter und Politiker
- Dohna-Mallmitz, Alfred zu (1809–1859), schlesischer Gutsbesitzer und Politiker
- Dohna-Reichertswalde, Otto zu (1802–1875), preussischer Gutsbesitzer und Politiker

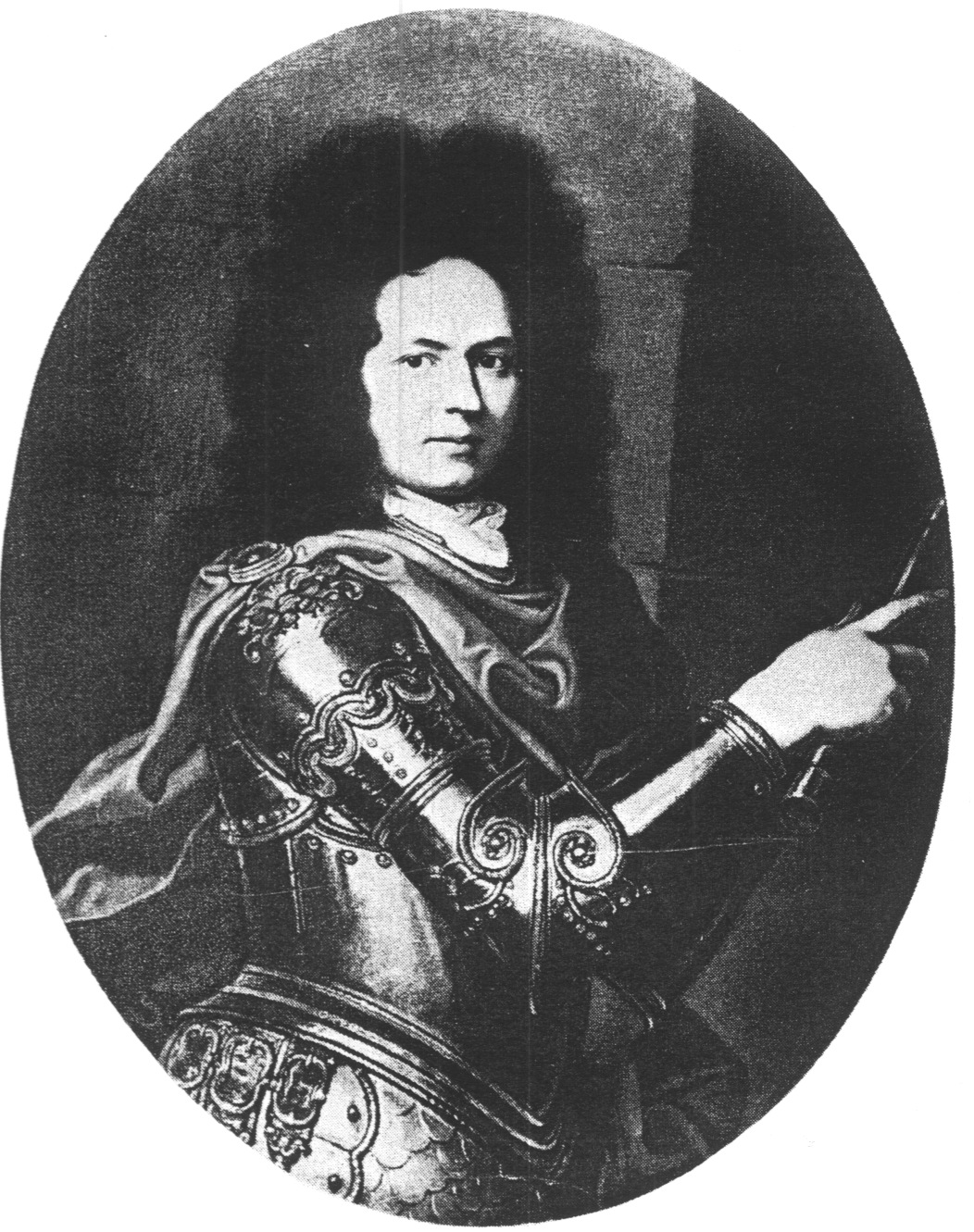
Alexander zu Dohna-Schlobitten (1661–1728)

- Dohna-Schlobitten, Alexander Fabian zu (1781–1850), preußischer Oberstleutnant, Ritter des Ordens Pour le Mérite
- Dohna-Schlobitten, Alexander zu (1661–1728), kurbrandenburgischer General und DiplomatAlexander zu Dohna-Schlobitten (1661–1728)
- Dohna-Schlobitten, Alexander zu (1899–1997), deutscher Großgrundbesitzer, Offizier und Autor
- Dohna-Schlobitten, Alfred zu (1852–1929), preußischer General der Kavallerie
- Dohna-Schlobitten, Carl zu (1857–1942), deutscher Rittergutsbesitzer und Verwaltungsbeamter
- Dohna-Schlobitten, Friedrich Ferdinand Alexander zu (1771–1831), Politiker
- Dohna-Schlobitten, Friedrich zu (1784–1859), preußischer Generalfeldmarschall
- Dohna-Schlobitten, Heinrich Graf zu (1882–1944), deutscher Generalmajor und WiderstandskämpferHeinrich Graf zu Dohna-Schlobitten (1882–1944)

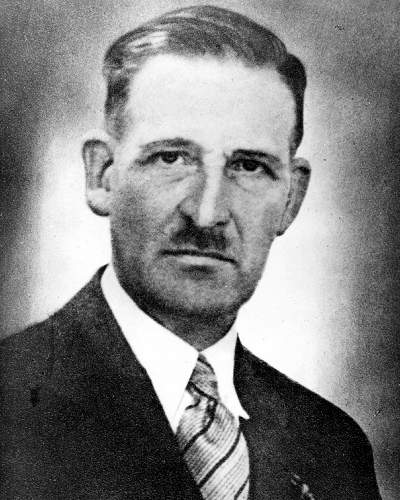
Heinrich Graf zu Dohna-Schlobitten (1882–1944)

- Dohna-Schlobitten, Richard Emil zu (1872–1918), deutscher Majoratsherr und Parlamentarier
- Dohna-Schlobitten, Richard Friedrich zu (1807–1894), preußischer Gutsbesitzer und Politiker
- Dohna-Schlobitten, Richard zu (1843–1916), deutscher und Politiker, MdR
- Dohna-Schlobitten, Siegmar zu (1818–1909), preußischer Generalleutnant
- Dohna-Schlodien, Adolf zu (1846–1905), deutscher Majoratsbesitzer und Politiker, MdR
- Dohna-Schlodien, Albrecht zu (1764–1813), preußischer Oberstleutnant und Ritter des Ordens Pour le Mérite
- Dohna-Schlodien, Alexander Graf zu (1876–1944), deutscher Rechtswissenschaftler und Politiker (DVP), MdR
- Dohna-Schlodien, Christoph I. zu (1665–1733), brandenburgisch-preußischer General und Diplomat
- Dohna-Schlodien, Christoph II. von (1702–1762), preußischer General
- Dohna-Schlodien, Emil zu (1805–1877), preußischer Generalleutnant
- Dohna-Schlodien, Fabian zu (1802–1871), deutscher Verwaltungsbeamter und Gutsbesitzer
- Dohna-Schlodien, Nikolaus Graf zu (1879–1956), deutscher Marineoffizier
- Dohna-Schlodien, Wilhelm Alexander von (1695–1749), königlich preußischer Generalleutnant
- Dohna-Schlodien, Wilhelm zu (1841–1925), deutscher Großgrundbesitzer und Politiker, Mitglied des Preußischen Herrenhauses
- Dohna-Wundlacken, Heinrich zu (1777–1843), preußischer Offizier und Beamter
- Dohnal, František (1876–1956), tschechischer Geistlicher und Schriftsteller
- Dohnal, Jindřich (* 1972), tschechischer Fußballspieler
- Dohnal, Jiří (* 1963), tschechischer Badmintonspieler
- Dohnal, Johanna (1939–2010), österreichische Feministin und Politikerin (SPÖ), Landtagsabgeordnete, Abgeordnete zum Nationalrat
- Dohnal, Meir Lubor (* 1938), tschechischer Drehbuchautor, Dramaturg, Regisseur, Schauspieler und Hochschullehrer
- Dohnal, Zdeněk (* 1948), tschechoslowakischer Radrennfahrer
- Dohnálek, Jakub (* 1988), tschechischer Fußballspieler
- Dohnanyi, Christine von (1903–1965), deutsche Widerständler gegen den Nationalsozialismus; Schwester von Dietrich Bonhoeffer und Ehefrau von Hans von Dohnanyi
- Dohnányi, Christoph von (* 1929), deutscher Dirigent und IntendantChristoph von Dohnányi (* 1929)

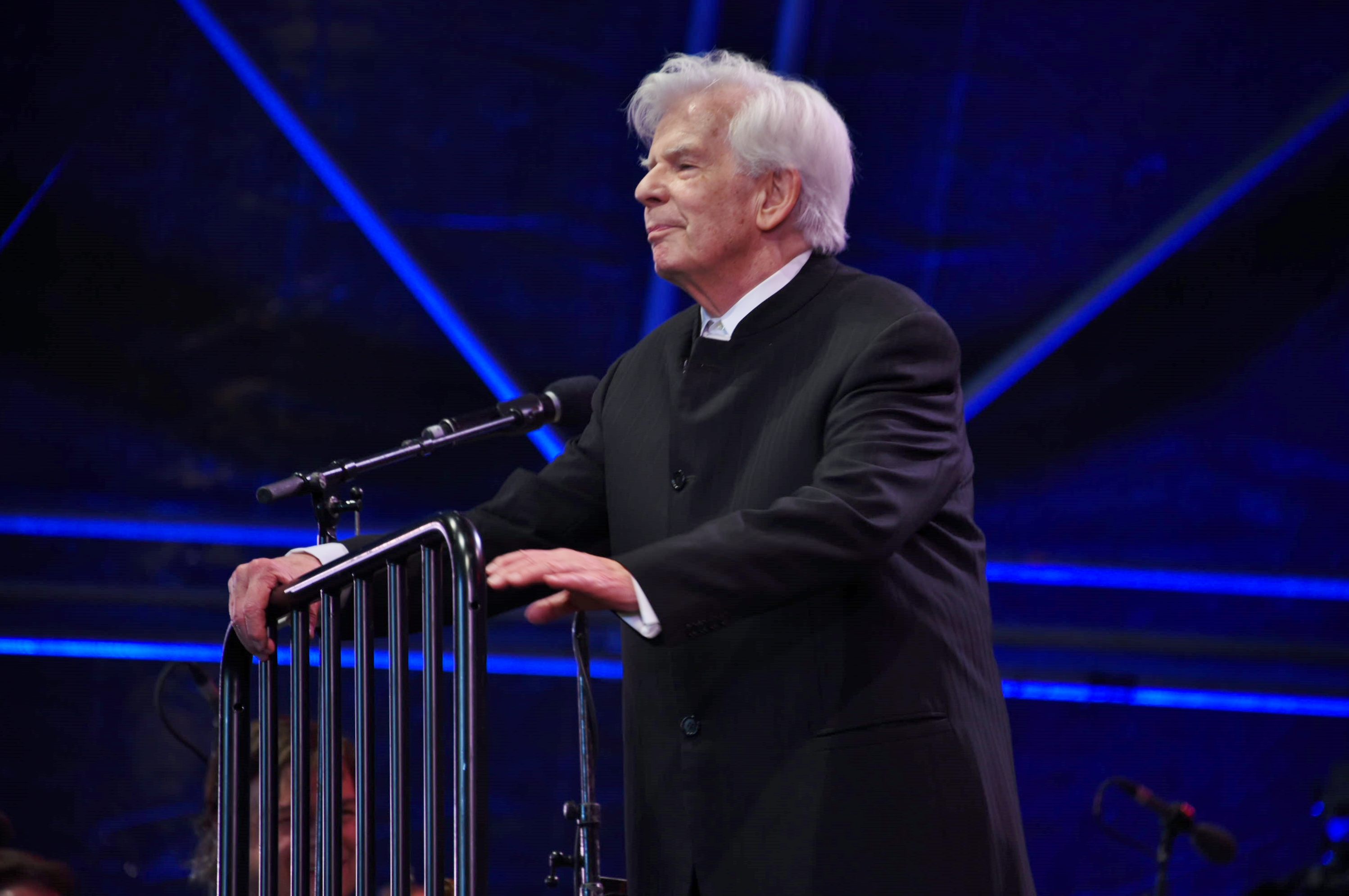
Christoph von Dohnányi (* 1929)

- Dohnányi, Ernst von (1877–1960), ungarisch-amerikanischer Pianist und Komponist
- Dohnányi, Friedrich (1843–1909), ungarischer Wissenschaftler und Musiker
- Dohnanyi, Hans von (1902–1945), deutscher Jurist und Widerstandskämpfer
- Dohnanyi, Johannes von (* 1952), deutscher Auslandskorrespondent, Journalist und Autor
- Dohnányi, Justus von (* 1960), deutscher Film- und Fernsehschauspieler, Autor und RegisseurJustus von Dohnányi (* 1960)

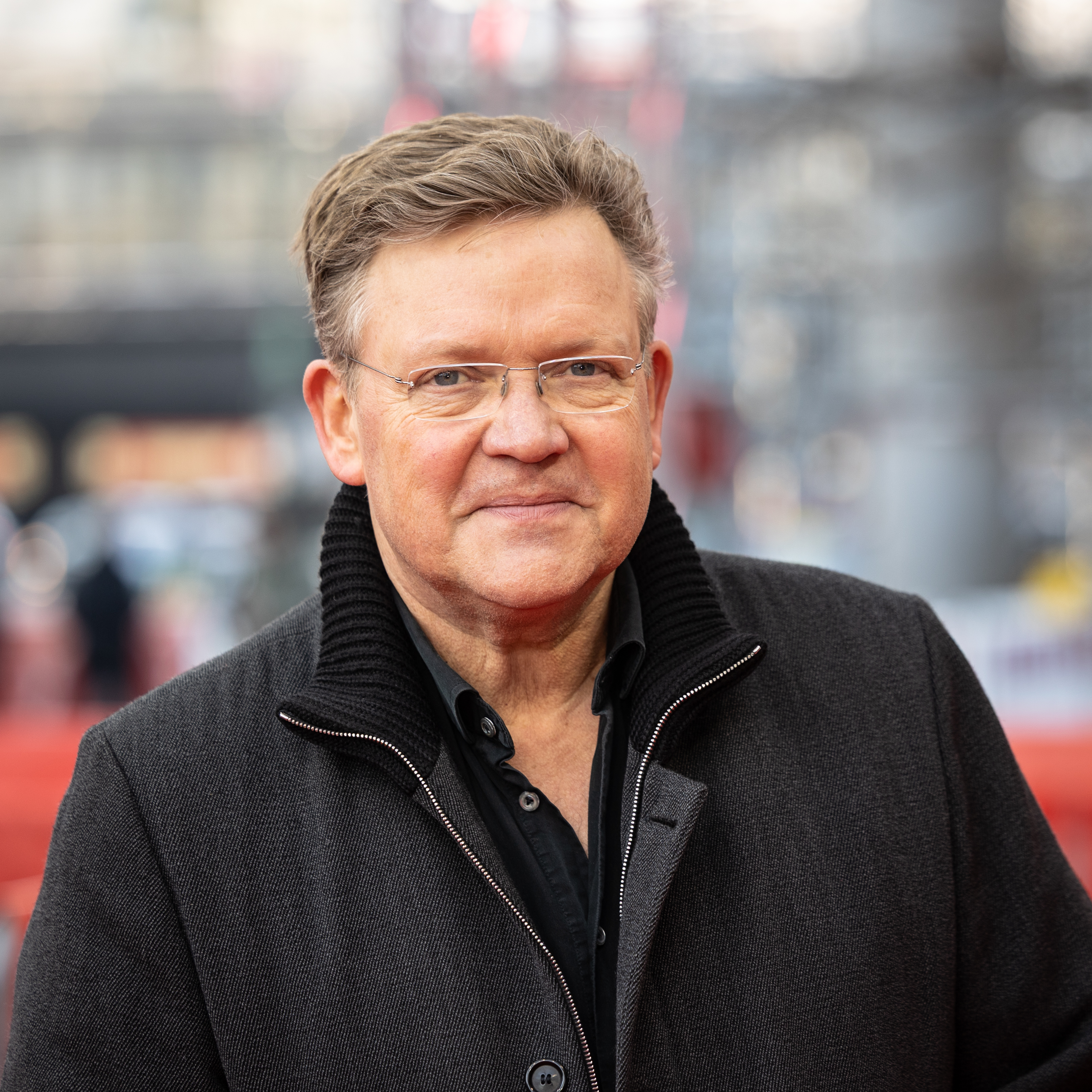
Justus von Dohnányi (* 1960)

- Dohnanyi, Klaus von (* 1928), deutscher Jurist und Politiker (SPD), MdHB, MdB, MdL
- Dohnányi, Oliver von (* 1955), slowakischer Dirigent, Musikdirektor und Opernintendant
- Dohnberg, Wolfgang (1898–1959), deutscher Schauspieler und Theaterregisseur
- Dohndorf, Rüdiger (1950–2022), deutscher Politiker (CDU)
- Döhne, Carl (1808–1867), deutscher Jurist und Landtagsabgeordneter in Waldeck
- Döhne, Conrad (1782–1825), deutscher Stadtschreiber, Bürgermeister und Politiker
- Döhne, Ferdinand (* 1874), deutscher Ingenieur
- Döhnel, Carl Friedrich (1772–1853), deutscher Mundartautor
- Döhnel, Fritz (1842–1920), deutscher Turnpädagoge
- Döhner, Friedrich Adolf (1847–1922), deutscher Kaufmann und Politiker, MdHB
- Döhner, Gotthilf Ferdinand (1790–1866), deutscher evangelischer Theologe
- Döhner, Hartmut (* 1957), deutscher Hämatologe und Onkologe
- Döhner, Konstanze (* 1964), deutsche Hämatologin und Onkologin
- Döhner, Leopold (1932–2021), deutscher Virologe und Hochschullehrer
- Dohner, Max (* 1954), Schweizer Schriftsteller und Autor
- Döhner, Theodor (1817–1880), deutscher Schuldirektor, Philosoph und Autor
- Döhner, Walter (1919–2003), deutscher Arzt, Psychiater, Hochschullehrer
- Döhnert, Jil (* 1985), deutsche Volleyballspielerin

### Doho
- Dohou, Frédéric, beninischer Politiker

### Dohr
- Dohr, Christoph (* 1964), deutscher Musikwissenschaftler und -verleger
- Dohr, Gerhard (* 1964), österreichischer Szenenbildner
- Dohr, Gottfried (* 1952), österreichischer Mediziner
- Dohr, Günter (1936–2015), deutscher Künstler, Lichtdesigner, Maler und Hochschullehrer
- Dohr, Heinz (1907–1971), deutscher Politiker (FDP), MdL
- Dohr, Josef (1904–1972), deutscher Politiker (FDP), MdL
- Dohr, Siegfried (1934–2010), österreichischer Gewerkschafter
- Dohr, Stefan (* 1965), deutscher Hornist
- Döhren, Jacob von (1746–1800), deutscher Silhouettenschneider, Illustrator und Schriftsteller
- Dohrenburg, Thyra (1898–1972), deutsch-dänische Übersetzerin
- Dohrendorf, Heinrich (1901–1980), deutscher Groß- und Außenhandelskaufmann sowie Wirtschaftswissenschaftler
- Dohrendorf, Julian (* 1989), deutscher Footballspieler
- Dohrer, Margot (* 1935), deutsche Tennisspielerin
- Döhrer, Sebastian (* 1985), deutscher Bahnradsportler
- Döhring, Adolf (1843–1920), deutscher Richter und Parlamentarier
- Döhring, Clara (1899–1987), deutsche Politikerin (SPD), MdB
- Döhring, Erich (1904–1985), deutscher Rechtswissenschaftler, Richter und Hochschullehrer
- Döhring, Herbert (1913–2001), deutscher Hausverwalter Hitlers am Berghof (1935–1943)
- Dohring, Jason (* 1982), US-amerikanischer SchauspielerJason Dohring (* 1982)

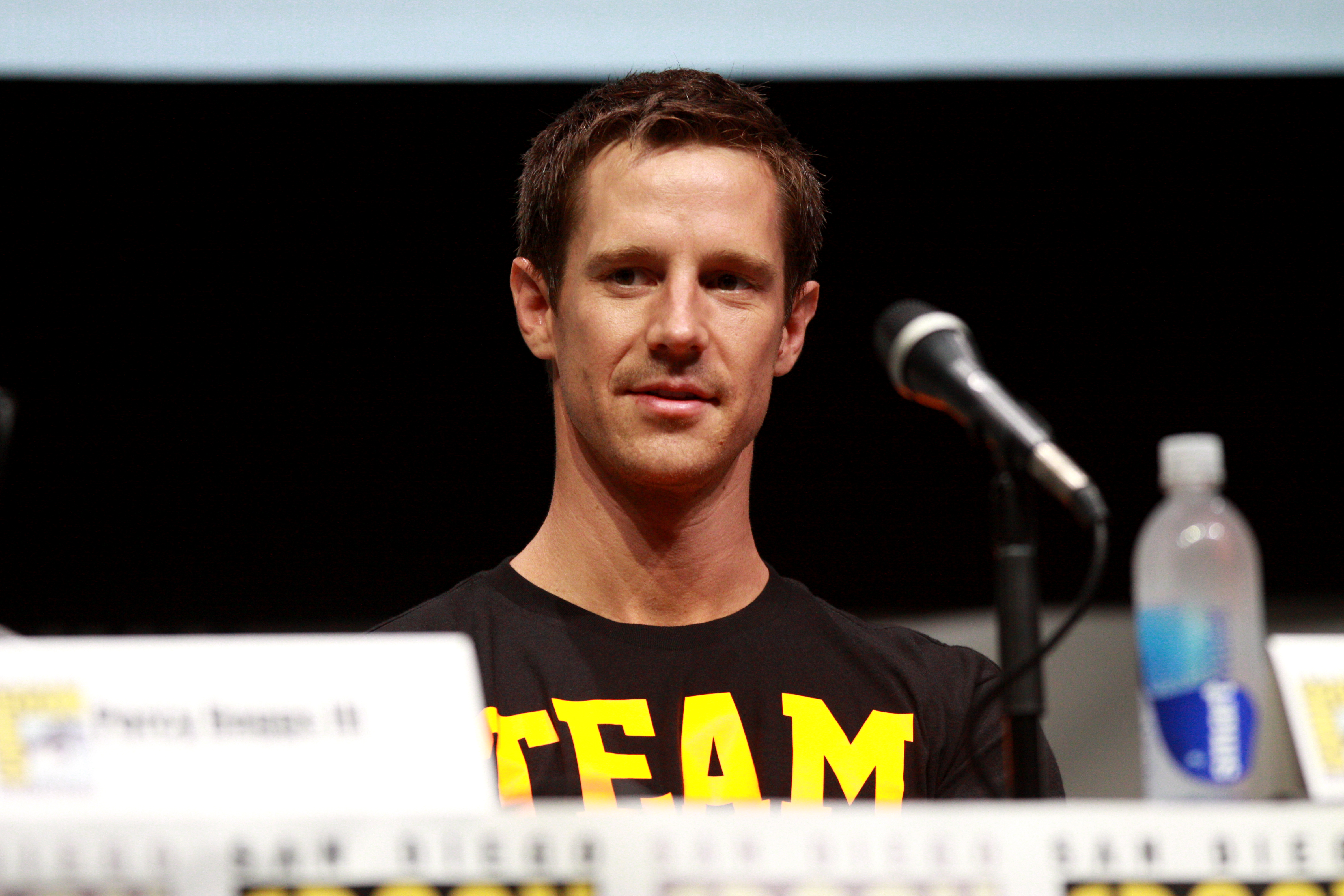
Jason Dohring (* 1982)

- Döhring, Karl Siegfried (1879–1941), deutscher Architekt, Kunsthistoriker, Archäologe, Schriftsteller und Übersetzer
- Döhring, Sieghart (* 1939), deutscher Musikwissenschaftler
- Döhring, Sophie (1885–1977), deutsche Politikerin (SPD) und Gewerkschaftsfunktionärin
- Döhring, Wanda (1922–2012), deutsche Mitarbeiterin des Bundesverbands Rehabilitation
- Dohrmann, Elsie (1875–1909), neuseeländische Lehrerin, Botanikerin und Teil der Abstinenzbewegung
- Dohrmann, Florian (* 1972), deutscher Kontrabassist und Komponist
- Dohrmann, Franz (1881–1969), deutscher evangelischer Militärgeistlicher und Feldbischof
- Dohrmann, Jørn (* 1969), dänischer Politiker (Dänischen Volkspartei), Mitglied des Folketing, MdEP
- Dohrmann, Paul (1900–1957), deutscher Pädagoge und Schulbuchautor
- Dohrmann, Ralph (* 1963), deutscher Schriftsteller
- Dohrmann, Robert (1850–1932), deutscher Unternehmer
- Dohrn, Anton (1840–1909), deutscher Zoologe, Erforscher der Phylogenese
- Dohrn, Bernardine (* 1942), US-amerikanische Juristin, Führerin der Weather Underground Organisation (WUO)Bernardine Dohrn (* 1942)

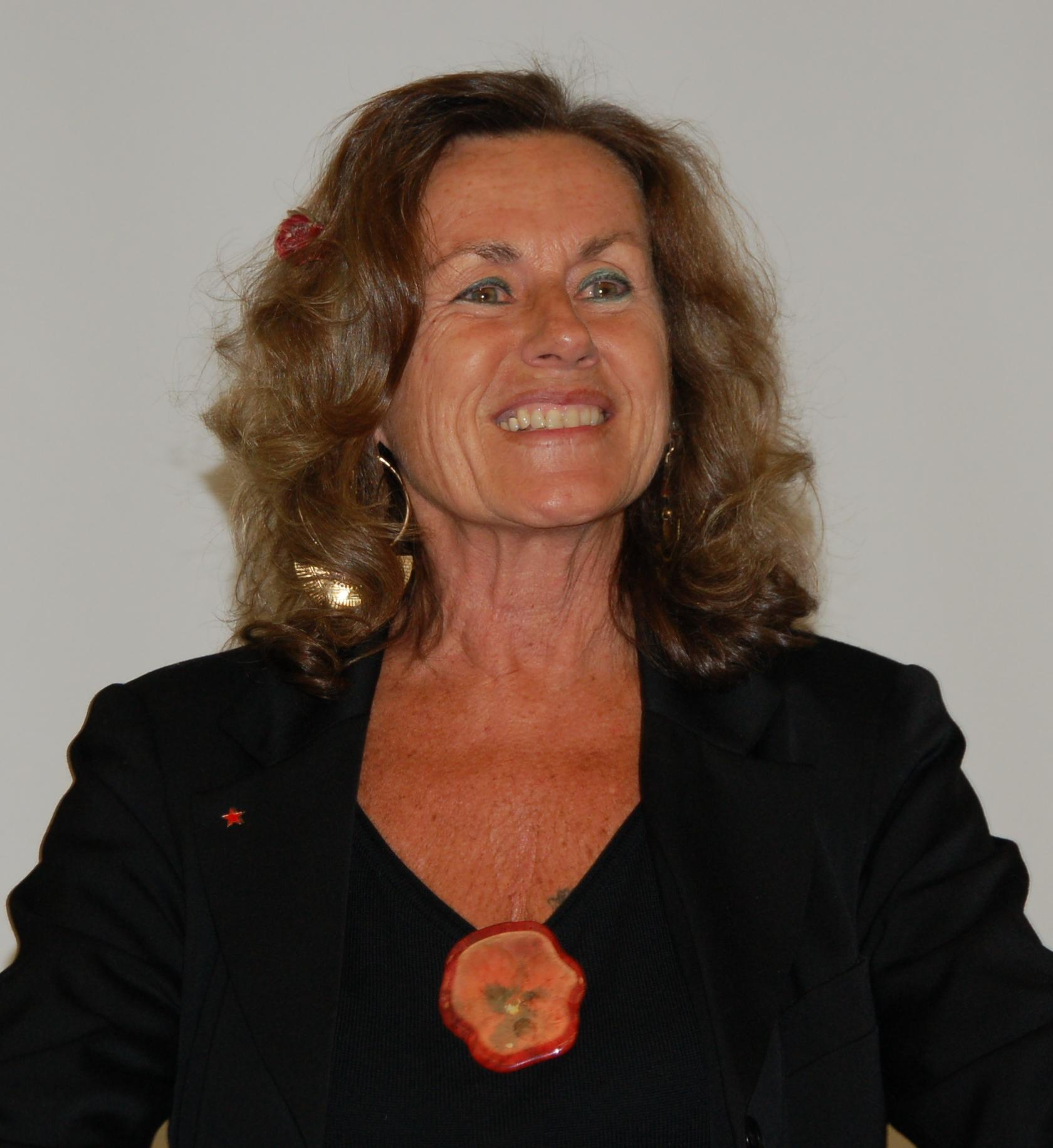
Bernardine Dohrn (* 1942)

- Dohrn, Carl August (1806–1892), deutscher Unternehmer, Entomologe und Politiker, MdHdA
- Dohrn, Georg (1867–1942), deutscher Dirigent und Pianist
- Dohrn, Harald (1885–1945), Sympathisant der Weißen Rose und Regimekritiker zur Zeit des Nationalsozialismus in Deutschland
- Dohrn, Heinrich (1838–1913), deutscher Unternehmer, Zoologe und Politiker (NLP, DFP, FVg), MdR
- Dohrn, Helga (* 1914), österreichische Schauspielerin
- Dohrn, Klaus (1905–1993), deutscher Bankier
- Dohrn, Klaus (1909–1979), deutscher Publizist
- Dohrn, Max (1874–1943), deutscher Chemiker
- Dohrn, Peter (1880–1967), deutscher Politiker (CDU), MdL
- Dohrn, Reinhard (1880–1962), deutscher Zoologe
- Dohrn, Rudolph (1836–1915), deutscher Gynäkologe
- Dohrn, Stephan (* 1987), deutscher Basketballtrainer
- Dohrn, Tobias (1910–1990), deutscher Klassischer Archäologe
- Dohrn, Verena (* 1951), deutsche Historikerin
- Dohrn, Walt (* 1970), amerikanischer Drehbuchautor, Regisseur, Trickzeichner, Musiker und SynchronsprecherWalt Dohrn (* 1970)

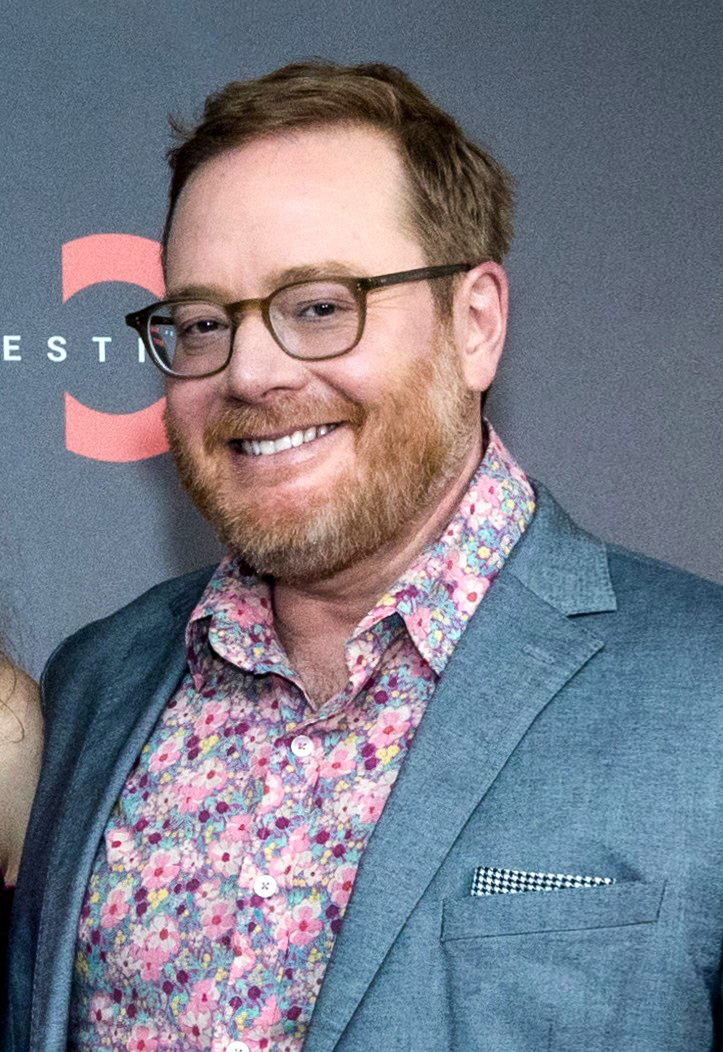
Walt Dohrn (* 1970)

- Dohrn, Wolf (1878–1914), deutscher Kultur- und Bildungsförderer
- Dohrn-van Rossum, Gerhard (* 1947), deutscher Historiker
- Dohrow, Günter (1927–2008), deutscher Mittelstreckenläufer
- Dohrow, Sven (* 1957), deutscher Musiker

### Dohs
- Dohse, Ingrit (* 1955), deutsche Schauspielerin
- Dohse, Richard (1875–1928), deutscher Pädagoge und Autor
- Dohse, Tanja (* 1965), deutsche Theaterschauspielerin und Synchronsprecherin

### Doht
- Doht, Fritz (1891–1960), deutscher Schulleiter und Politiker (SPD)
- Doht, Matthias (* 1958), deutscher Politiker (SPD), Bürgermeister von Eisenach
- Doht, Sabine (* 1960), deutsche Politikerin (SPD), MdL